# Náray Teri
Náray Teri (alias Nárai)  (Orosháza, 1916. szeptember 20. – Budapest, 1995. április 21.) magyar színésznő. Férje Egri István színész, rendező, lányai Egri Kati és Egri Márta.

## Életpályája
A Terézkörúti Színházban lépett először színpadra 1936-ban. 1938-tól a Vígszínház tagja volt. 1951 és 1957 között az Ifjúsági Színház, 1957-től 1972-ig pedig a József Attila Színház tagja volt. 1972-ben nyugalomba vonult, de továbbra is játszott színdarabokban. 1971-ben a Zsurzs Éva rendezésében készült A fekete város című tévéfilmsorozatban Fabriciusnét alakította.

## Színpadi szerepei
A Színházi adattárban regisztrált bemutatóinak száma (1949-): 44.
- Vaszary János: A szőkékkel mindig baj van....Joan
- Priestley: Magányos út....Marion
- Szigligeti Ede: Fenn az ernyő, nincsen kas....Donátffyné
- Molnár Ferenc: Olympia....Lina
- Konsztantyin Szimonov: Legény a talpán....Várja
- Hedda Zinner: Egy kis bécsi kávéház....Sofie Prayer
- Alexandr Afinogenov: Kisunokám....Nyina Alekszandrovna
- Józef Slotwinski–Zdzislaw Skowronski: Az igazgató úr nevenapja....Mária
- Oscar Wilde: Hazudj igazat (Bunbury)....Lady Bracknell
- Viktor Szergejevics Rozov: Felnőnek a gyerekek....Násztya néni
- Grigorij Rosal–Abilda Tazsibájev: Dzsomárt szőnyege....Neszvelda
- Gárdonyi Géza: Egri csillagok....Palotás Sára
- Hubay Miklós: Egyik Európa....Izabelle
- Szabó Pál–Balázs Sándor: Darázsfészek....Szegediné
- Fejér István: Bekötött szemmel....Simay-Grodeck Béláné
- Osztrovszkij: Az acélt megedzik....Jekaterina Mihajlovna
- Rozov: Udvarol a gyerek....Olga Petrovna
- Irwin Shaw: Szelíd emberek....Florence
- Vészi Endre: Hajnali beszélgetés....Koppantó
- Szomory Dezső: II. József....Kinsky Leopoldina hercegnő
- Berkesi András: Villa Bécs mellett....Liza
- William Somerset Maugham: Imádok férjhez menni....Mrs. Shuttleworth
- Jean Giraudoux: Párizs bolondja....Constance
- Gyárfás Miklós: Egérút....Orbók Istvánné
- Claus Hammel: Kilenckor a hullámvasútnál....Clara Krause
- Rozov: Ketten az úton....Anya
- Agatha Christie–Charles Moie–Barbara Toy: Gyilkosság a paplakban....Mrs. Price Ridley
- Gabányi Árpád: Aba Sámuel király....Gizella, István özvegye
- Illyés Gyula: Malom a Séden....Otti néni
- Tabi László: Karikacsapás....Kunhegyiné
- Mihail Satrov: Merénylet....Velicskina, orvos
- Mihail Roscsin: Egy fiú meg egy lány....A lány anyja
- Berkesi András: A tizenharmadik ügynök....Liza
- Csurka István: Eredeti helyszín....Háziasszony
- Henrik Ibsen: Rosmersholm....Helsethné
- Örkény István: Macskajáték....Cs. Bruckner Adelaida
- Franz Werfel: Jacobowsky és az ezredes....Az Arrasi Dáma
- Noël Coward: Forgószínpad....Almina Clare
- Henrik Ibsen: Nóra....Dajka
- Margarita Aliger: Zója....Zója anyja
- Victorien Sardou– Émil de Najac: Váljunk el....Brionenné
- Anatolij Szurov: Sérelem....Sztyepanida
- Vszevolod Ivanov: Páncélvonat....Nasztaszja
- Bronislav Nušić: Dr. Pepike....Mara
- Edmond Rostand: A sasfiók....Mária Lujza

## Rádiójátékok
- Aldous Huxley: Mona Lisa mosolya (1963) - Mrs. Hutton
- Ambrus Zoltán: Kultúra füzértánccal (1964)
- Kántor Zsuzsa: "Csalánba nem üt a mennykő" (1965)
- Somogyi Tóth Sándor: A bíró is halandó (1968) - Aranyné
- László Endre: Szíriusz kapitány - Leonida néni
- Füst Milán: A Lomnici-csúcs avagy: a méltóságos úr a kulcslyukon (1971)
- White, Robin: Katonák (1974)
- Erich Kästner: Emil és a detektívek (1976)
- Louis Aragon: Házkutatás (1983)
- Gábor Éva: Anyák napja az Állatkertben (1985) - Mama majom
- Hardy, Thomas: A weydoni asszonyvásár (1985)

## Filmjei

### Játékfilmek
- Lángok (1941)
- Csalódás (1943)
- Vihar (1951)
- Gázolás (1955)
- A nagyrozsdási eset (1957)
- Szegény gazdagok (1959)
- Felfelé a lejtőn (1959)
- Megöltek egy lányt (1961)
- Ketten haltak meg (1966)

### Tévéfilmek
- Veréb utcai csata (1959)
- Sakknovella (1959)
- A fekete város 1-7. (1971)
- Dorottya (1973)
- Lúdláb királynő (1973)
- Felelet (1975)
- Beszterce ostroma 1-3. (1976)
- A siketfajd fészke (1980)
- Petőfi 1-6. (1980)
- Egy gazdag hölgy szeszélye (1987)
- A varázsló álma (1987)
- Rizikó (1993)

## Szinkronszerepei
- Eladó kísértet (1935) - Mrs. MacNiff - Elliott Mason
- A kaméliás hölgy (1936) - Nanine, Marguerite szobalánya - Jessie Ralph
- Óz, a csodák csodája (1939) - Em néni - Clara Blandick
- Kenyér, szerelem, fantázia (1953) - Caramella, cseléd - Tina Pica
- Kenyér, szerelem, féltékenység (1954) - Caramella, cseléd - Tina Pica
- Kenyér, szerelem, és… (1955) - Caramella, cseléd - Tina Pica
- Papa, mama, a feleségem meg én (1955) - Gabrielle Langlois, a mama - Gaby Morlay
- A sztyeppék csendjében (1960) - Varvara, a kolhoz elnöke - Jevgenyija Kozireva
- Aki szelet vet (1960) - Sarah Brady - Florence Eldridge
- A búcsú (1960) - Martha Mertens, Robert anyja - Manja Behrens
- A láp kutyája (1960) - Schultz mama - Elfriede Florin
- A szép Antonio (1960) - Signora Puglisi - Anna Arena
- Madarak (1963) -  Mrs. Bundy, ornitológus - Ethel Griffies
- Háború és béke (1965-1968) - Rosztova grófnő - Kira Golovko
- Tíz kicsi indián (1965) - Elsa Grohmann - Marianne Hoppe
- A pénznek nincsen szaga (1969) - Louise néni - Françoise Rosa
- A pap felesége (1971) - Valeria anyja - Miranda Campa
- Egy rövid vakáció (1973) -  Anyós - Anna Carena
- Toni, a javíthatatlan (1977) - Brundhofer mama - Alma Seidler
- Óvakodj a törpétől (1978) - Ethel - Hope Summers
- A varázsszőnyeg (1985) - Öregasszony - Astrid Henning-Jensen
- Hotel du Lac (1986) - Madame de Bonneuil grófnő - Irene Handl